# Virginia McKenna
Pour les articles homonymes, voir McKenna.
Virginia McKenna, née le 7 juin 1931 à Londres, est une actrice britannique, également écrivaine et militante écologiste.

## Biographie
McKenna est né à Marylebone dans une famille théâtrale et a fait ses études à la Heron's Ghyll School, un ancien pensionnat indépendant du Sussex.
Elle suit une formation théâtrale à la Central School of Speech and Drama puis est engagée dans plusieurs théâtres du West End de Londres avant de faire ses débuts cinématographiques en 1952.
Elle continua à apparaître dans plusieurs films et sur scène en 1954-1955 en étant membre de la compagnie du théâtre Old Vic. Elle se maria quelques mois plus tard avec l'acteur Denholm Elliott avant de se remarier en 1957 avec un autre acteur du nom de Bill Travers. Elle resta avec cet acteur jusqu'à sa mort en 1994.
En 1956, McKenna remporta le prix de la meilleure actrice au BAFTA pour son rôle dans le film A Town Like Alice (distribué en France sous le titre Ma Vie commence en Malaisie). Deux ans plus tard, elle fut nommée pour le prix de la meilleure actrice pour son interprétation d'un agent secret du nom de Violette Szabo dans un film se déroulant durant la Seconde Guerre mondiale (Carve Her Name with Pride).
Cependant, McKenna est mieux connue pour son rôle de 1966 où elle interpréta l'histoire de la vraie vie de Joy Adamson dans le film Born Free. Elle reçut pour ce film une nomination pour le prix de la meilleure actrice au Golden Globe Award : Meilleure actrice dans un film dramatique. Son mari participa également à ce film et l'expérience vécue dans ce film racontant la vie d'une naturaliste l'amena à devenir une membre active pour la protection des animaux. Avec son mari, elle créa la fondation Born Free Foundation en 1991.
Sur scène en 1979, elle remporta un Laurence Olivier Awards de la meilleure actrice pour sa performance auprès de Yul Brynner dans la comédie musicale Le Roi et moi.
Elle fut élevée en 2004 au titre d'officier de Ordre de l'Empire britannique pour son implication dans la défense des arts et de la vie sauvage.

## Filmographie
- 1952 : Father's Doing Fine de Henry Cass
- 1952 : The Second Mrs Tanqueray de Dallas Bower
- 1953 : La Mer cruelle (The Cruel Sea) de Charles Frend
- 1953 : The Oracle de C.M. Pennington Richards
- 1955 : Simba de Brian Desmond Hurst
- 1955 : The Ship That Died of Shame de Basil Dearden
- 1956 : Ma vie commence en Malaisie (A Town Like Alice) de Jack Lee
- 1957 : Miss Ba (The Barretts of Whimpole Street) de Sidney Franklin
- 1957 : Sous le plus petit chapiteau du monde (The Smallest Show on Earth) de Basil Dearden
- 1958 : Agent secret S.Z. de Lewis Gilbert
- 1958 : Passionate Summer de Rudolph Cartier
- 1959 : Cargaison dangereuse (The Wreck of the Mary Deare) de Michael Anderson
- 1961 : Two Living, One Dead d'Anthony Asquith : Helen Berger
- 1965 : La Route des Indes (A Passage to India)
- 1966 : Vivre libre (Born Free) de James Hill
- 1969 : Ring of Bright Water de Jack Couffer
- 1969 : An Elephant Called Slowly de James Hill
- 1970 : Waterloo de Sergueï Bondartchouk
- 1974 : The Gathering Storm (téléfilm)
- 1977 : Holocauste 2000, The Disappearance de Alberto de Martino
- 1992 : The Camomile Lawn minisérie TV
- 1996 : September (téléfilm)
- 1998 : Pile et Face de Peter Howitt
- 2010 : Love/Loss de Guy Daniels